# Chiesa di Sant'Andrea (Giave)
La chiesa di Sant'Andrea è un edificio religioso situato nella piazza Santa Caterina a Giave, centro abitato della Sardegna nord-occidentale.
Consacrata al culto cattolico, è sede dell'omonima parrocchia e fa parte dell'arcidiocesi di Sassari.
Edificata in forme gotico-catalane nel 1583 ha subito un importante intervento di ristrutturazione nel 1788. L'ingresso è stato arricchito da un portale in bronzo, dono recente di un sacerdote giavese, su cui sono scolpiti i nomi dei sacerdoti giavesi nonché dei parroci che si sono succeduti nella conduzione della parrocchia.
La chiesa presenta una navata centrale con un pregevole altare maggiore e diverse cappelle laterali; il campanile, a base ottagonale, è la costruzione più alta del paese e in esso trovano sistemazione tre campane.

## Galleria d'immagini

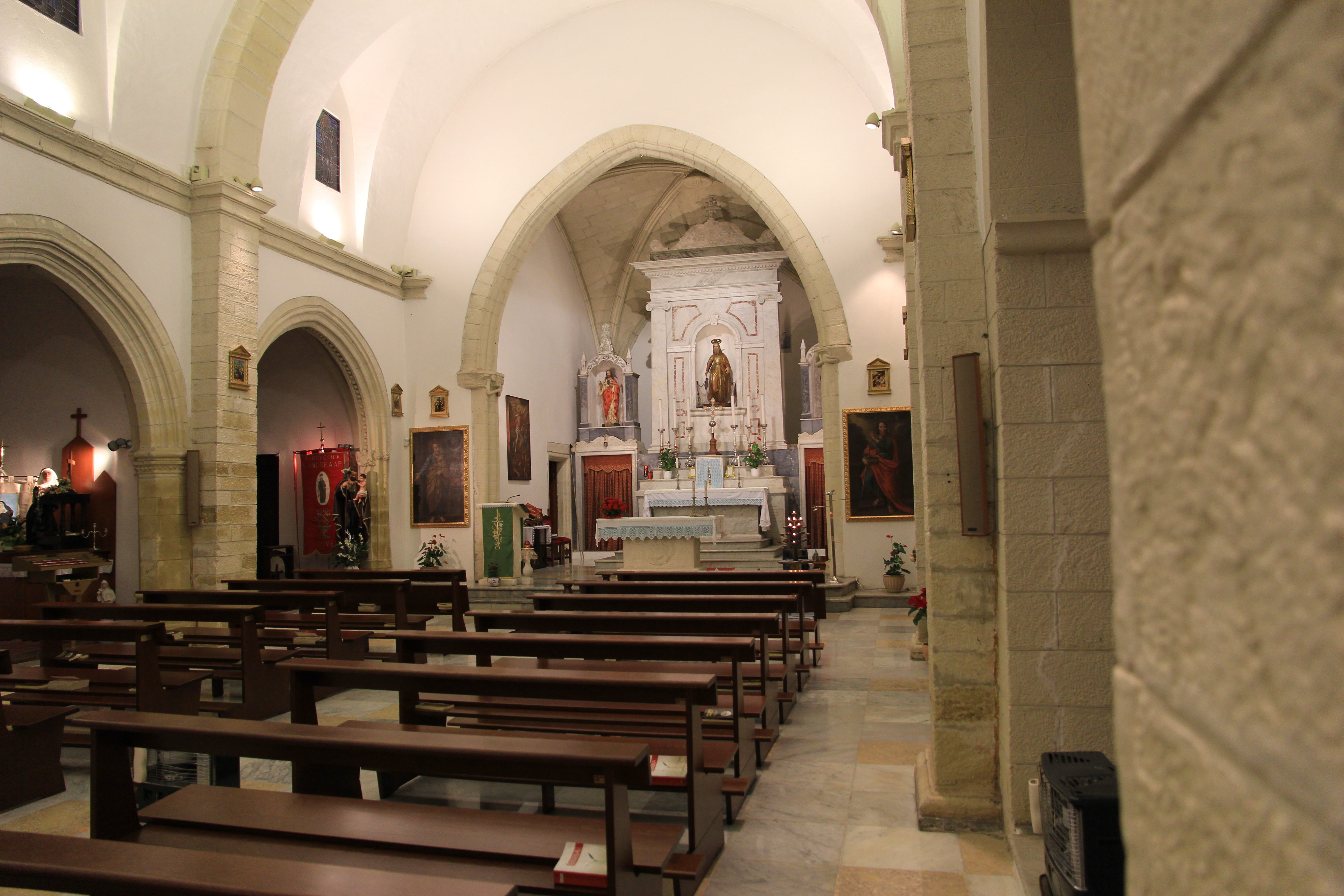
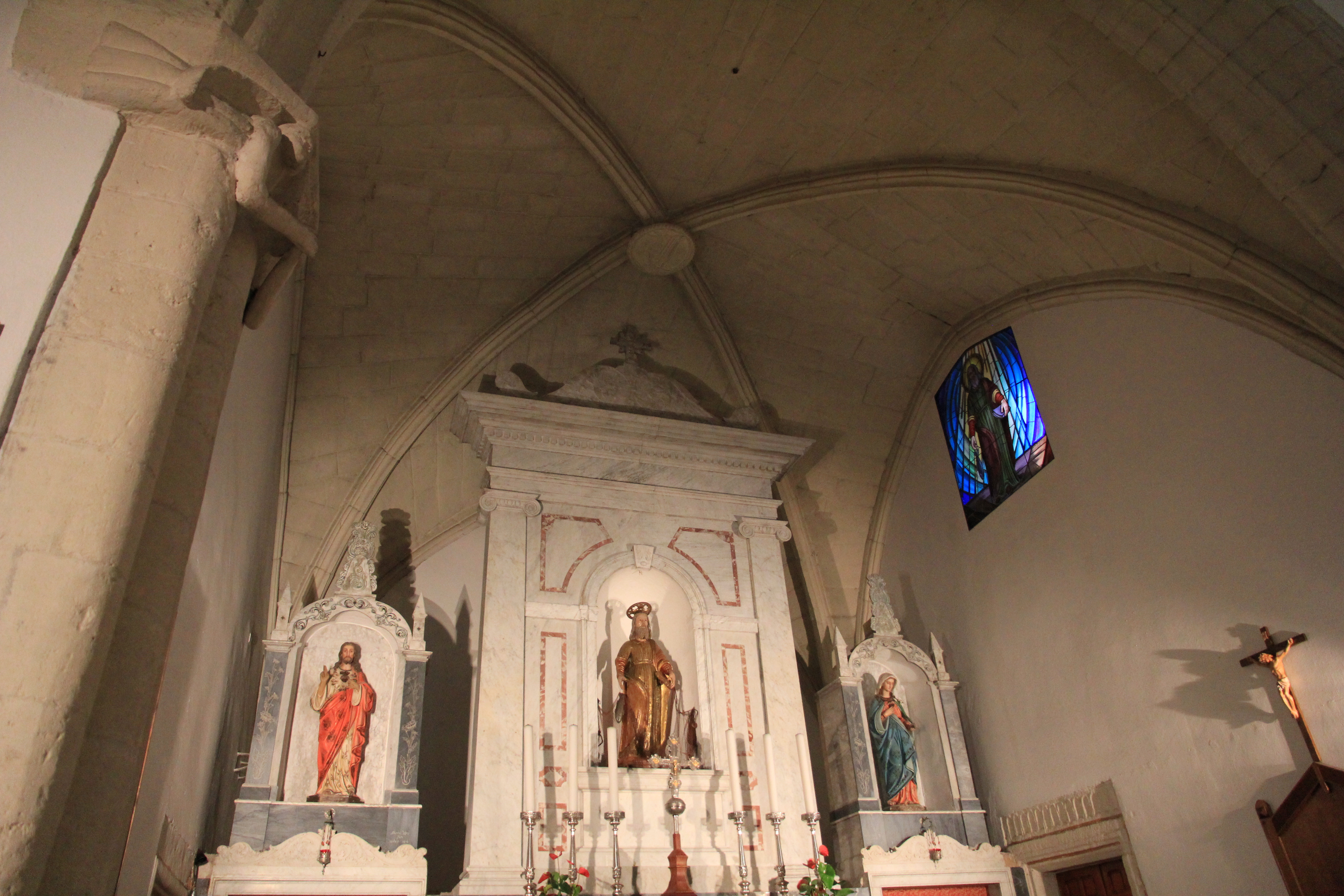
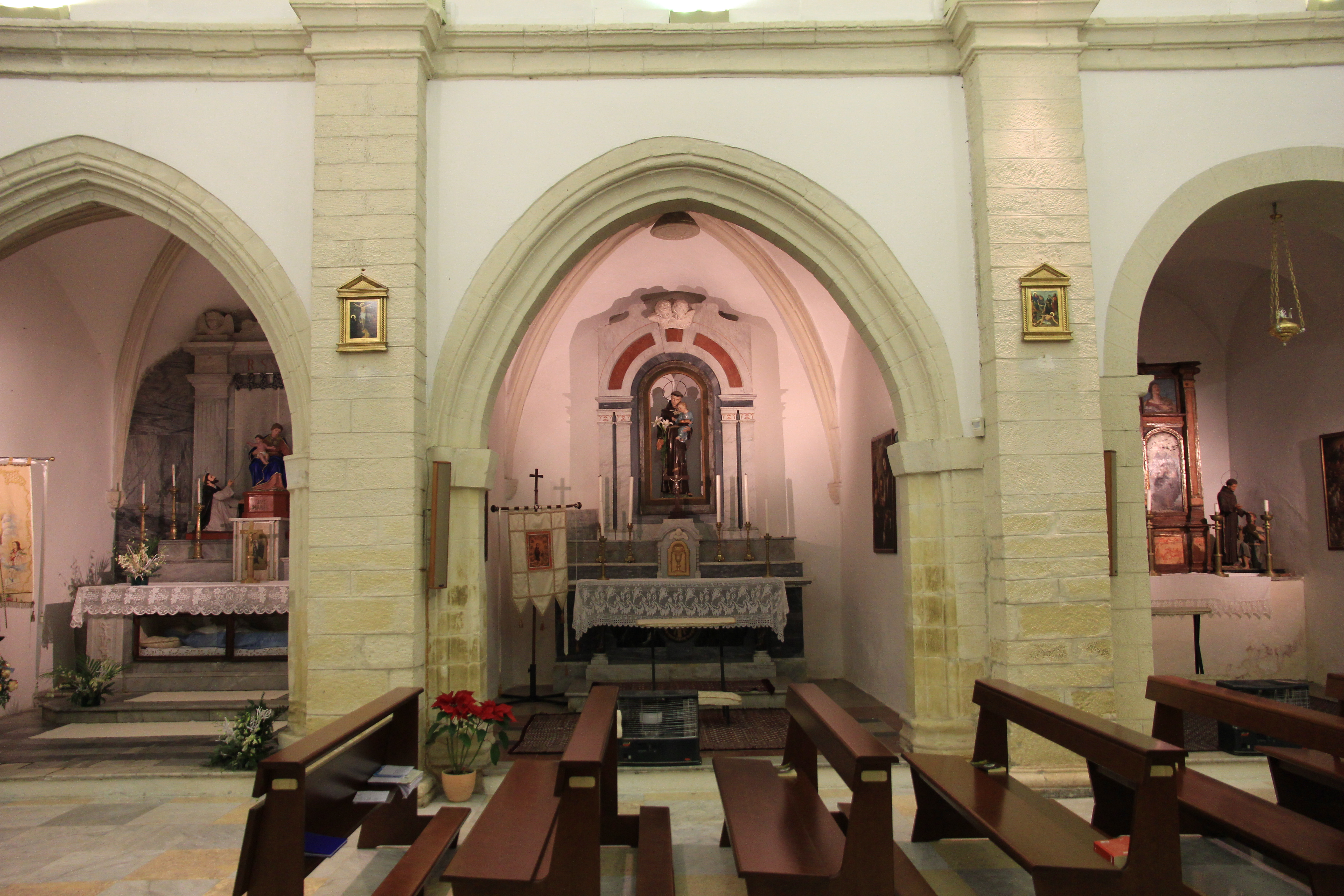